# 드보락 자판

드보락 자판 배열

드보락 자판(영어: Dvorak Simplified Keyboard, i/ˈdvɔːræk/)은 오거스트 드보락 박사가 제안한 자판 배열이다. 영어 실정에 맞게 글쇠 배열이 잘 돼 있기 때문에, 손가락 연타나 한 손 집중률이 QWERTY 자판보다 훨씬 낫고 타자 능률이 매우 우수하다. 사용자가 극히 적음에도 이 글쇠 배열은 미국의 복수 표준 자판 배열 가운데 하나다.

## 편리한 점
다음은 쿼티 자판에 비해 드보락이 가진 장점이다.
1. 주로 왼손은 모음을, 오른손은 자음을 담당하여, 오른손 왼손을 번갈아 가며 입력하는 타이핑 감을 느낄 수 있다.
2. 타이핑 속도를 극대화하기 위해 빈도가 높은 문자와 이중 문자의 조합을 가장 빨리 입력할 수 있는 타자 기본 자리(home row)에 배치하였다.
3. 마찬가지로 빈도수가 가장 적은 문자들을 타자하기 가장 힘든 맨 아래 줄에 배치하였다.
4. 자주 쓰는 특수 문자가 입력하기 좋은 위치에 있다. 특히 '-'를 입력하기 위해서 손을 키보드에서 벗어나게 할 필요가 없기 때문에, 타이핑 감을 향상시킬 수 있다.
5. 보통 사람들이 오른손잡이임을 고려하여, 왼손보다 오른손의 타자 비중을 높였다.
6. 모음을 입력하기 좋은 곳에 위치하기 때문에 일본어와 중국어와 같이 모음이 많이 등장하는 언어를 쓸 때 매우 편하다.

## 불편한 점
드보락 자판은 쿼티 자판에 비해 자판이 익숙해 졌을 때 상대적으로 빠르게 입력할 수 있고, 손에 무리가 적어서 오랫동안 입력할 수 있으나, 직접 사용해 보면 다음과 같은 불편함을 느낄 수 있다.
1. 마이크로소프트 윈도우에 내장된 IME, TSF로는 한/영키, 오른쪽 Alt, 오른쪽 ⇧ Shift+Space Bar 키로 드보락 영문↔한글 전환을 할 수 없다. (날개셋 한글 입력기와 새나루는 가능하다.)
2. 두벌식, 혹은 세벌식 자판과 같이 쓸 때, 일부 특수 문자 즉 ? ' " : ; / = - _ | \ 등이 다른 위치에 있어, 한글을 쓸때와 영어를 쓸 때 다른 곳을 눌러야 한다는 점이다.
3. 대부분의 단축키들이 쿼티 자판에 맞게 정해져 있다. 따라서 대부분의 단축키, 예를 들자면 Ctrl C(복사), Ctrl V(붙이기), Ctrl X(오려내기), Ctrl A(모두 선택) 등의 기본적인 단축키조차 누르려면 손의 간격을 매우 벌려야 하고 때로는 두 손을 다 써야 하는 경우도 있다.
4. 일반적으로 오른손으로 입력하는 키(자음)가 먼저 입력되기 때문에, 오른손으로 마우스를 사용하다가 키보드로 전환하는 데 상대적으로 시간이 걸린다. (쿼티의 경우 왼손에 타이핑이 집중되기 때문에, 상대적으로 시간이 적게 걸린다.) 또한, 실제 글자를 쓰는 순서(왼쪽에서 오른쪽)와 반대로 입력하기 때문에, 어색한 느낌이 들 수 있다.
5. 다수의 사람들이 쿼티를 사용하기 때문에, 당연히 다른 사람과 함께 쓸 수 없게 된다. 특히 회사, 학교 등의 작업 공간이나 가정에서 모든 가족들이 함께 컴퓨터를 이용하는 경우에 많이 힘들다.

## 역사
개발자 오거스트 드보락(August Dvorak) 박사는 워싱턴 대학교 시애틀의 교육 심리학자 겸 교수였다. 그 무렵 터치 타이핑이 널리 쓰이게 되었고, 드보락은 타이핑 오류에 관한 석사 논문을 쓰고 있던 거트루드 포드(Gertrude Ford)의 조언자로 일하면서 키배열에 관심을 갖게 되었다. 그는 QWERTY 배열을 교체해야 한다고 신속하게 결론지었다. 드보락은 텍사스주 덴턴에 있는 당시 노스 텍사스 주립 교원대학의 교육학과 교수 윌리엄 딜리(William Dealey)와 합류했다.
드보락과 딜리의 목표는 오타를 줄이고 타자 속도를 높이며 타이피스트의 피로를 줄이기 위해 키보드를 과학적으로 설계하는 것이었다. 그들은 자판 배열을 설계하면서 광범위한 연구를 했다. 1914년과 1915년에 딜리는 운동 과학에 관한 세미나에 참석한 후 나중에 드보락과 함께 타이피스트의 슬로우모션 영화를 검토했다. 드보락과 딜리는 가장 많이 사용되는 문자와 문자 조합을 연구하면서 영어를 세심하게 연구했다. 그들은 또한 손의 생리학을 연구했다. 그 결과 내놓은 것이 1932년의 드보락 간략화 키보드(Dvorak Simplified Keyboard)이다.
1893년, 조지 블리컨스더퍼(George Blickensderfer)는 가운데 행에 DHIATENSOR 글자로 배열한 블리컨스더퍼 타자기 모델 5를 개발했다. 블리컨스더퍼는 영어 단어의 85%가 이러한 글자를 포함하고 있다고 결론지었다. 드보락 키보드는 R을 U로 대체하는 것 외에 가운데 행에 같은 글자를 사용하고 자음까지도 같은 순서로 유지하되 모음은 왼쪽으로 이동시켰다 (AOEUIDHTNS).
1933년 드보락은 키보드로 훈련된 타이피스트들을 국제상업학교 경연대회에 참가시키기 시작했는데, 이 대회는 프로와 아마추어 경연대회로 구성된 타자기 제조업체가 후원하는 타이피스트 경연대회였다. 이중 프로 경연대회는 타이피스트들이 업체 기계를 광고하기 위해 타자기 회사들로부터 후원을 받았다. QWERTY 타이피스트들은 드보락 타이피스트들의 빠른 타자 속도에 당황하게 되었고, 별도의 좌석을 요청했다.
1930년대 워싱턴 타코마 학군에서는 드보락이 디자인한 타자 실험 프로그램을 운영하여 드보락 배열 수업의 개최 여부를 결정했다. 이 실험은 2,700명의 고등학생들을 드보락 타자 수업에 참여시켰고, 학생들이 드보락을 QWERTY를 배우는 데 걸리는 시간의 1/3에 배운다는 것을 발견했다. 그러나 새로운 학교 이사회가 선출되었을 때 드보락 수업을 중단하기로 결정했다. 제2차 세계 대전 동안, 드보락은 해군에 있는 동안 타이피스트들이 단 10일 만에 드보락으로 재교육될 수 있다는 것을 보여주는 실험을 수행했는데, 이 실험은 그가 시행한 이전의 연구들 중 적어도 두 건을 폐기하고 결과가 알려지지 않은 것이었다.
이처럼 뚜렷한 이득과 함께 1950대 초반까지 드보락 자판 배열에 대한 관심이 높아졌다. 수많은 기업들과 정부 기관들은 드보락 키보드에서 타이피스트들을 재교육하는 것을 고려하기 시작했다. 이러한 환경에서 총무성은 얼 스트롱(Earle Strong)에 의뢰하여 QWERTY에서 드보락으로의 전환이 이루어져야 하는지 여부를 판단하였다. QWERTY에서 드보락으로 선정된 타이피스트들을 재교육한 후, 드보락 그룹이 이전의 타자 속도를 회복하면,(드보락의 해군 시험에서 주장된 것보다 100시간의 훈련이 필요했다.) 스트롱은 두 번째로 드보락 그룹과 동등한 능력을 위해 QWERTY 타이피스트 그룹을 데려다가, 드보락 타이피스트들이 훈련한것과 동시에 속도를 향상시키기 위해 QWERTY로 다시 훈련시켰다.
주의깊게 제어된 이 연구는 타자 속도에서 드보락 키배열에 대한 어떠한 이점도 보여주지 못했다. 키보드를 교체하지 않고 QWERTY를 이용한 강력한 권장 속도 훈련으로, 드보락의 기존 명백한 이점을 기존 연구를 설계하고 지시했던 드보락 측의 부적절한 실험 설계와 노골적인 편향으로 돌렸다. 그러나 스트롱은 드보락에게 개인적인 원한을 가지고 있었고 그가 새로운 키보드 디자인에 반대하는 연구에 앞서 공개적으로 진술했었다. 이 연구 후에 드보락 키보드에 대한 관심이 줄어들었다. 이후의 실험에서는 일부 알파벳을 포함한 많은 자판 설계가 타이피스트들을 대상으로 교육을 받았을 때 QWERTY 및 드보락과 매우 유사한 타자 속도를 내고 있다는 것을 보여주었는데, 이는 자판 배열가 타자의 복잡한 물리적 활동 중 극히 일부에 불과하기 때문에 드보락의 신중한 설계 원리가 거의 영향을 미치지 않았을 수 있음을 시사한다.
드보락의 연구는 콜맥 자판과 같은 영어에 최적화된 다른 키배열을 위한 길을 닦았지만, 독일어 네오 자판(Neo)과 프랑스어 베포 자판(BÉPO)과 같은 다른 언어에도 길을 열어주었다.

### 초기 드보락 배열

드보락 & 딜리가 특허를 낸 타자기 자판 배열.

공개적으로 발표된 드보락 타자기의 자판 배열.

수십 년에 걸쳐 기호 키가 키보드 주위로 이동되어 드보락 설계가 변형되었다. 1982년 미국 국가표준 협회(ANSI)는 ANSI X4.22-1983으로 알려진 드보락 표준 배열을 구현했다. 이 표준은 QWERTY 키보드의 대안으로 드보락 키배열을 공식 인정하였다.
ANSI에 의해 표준화된 키배열은 드보락이 고안하고 발표한 초기 또는 고전(classic) 배열과 다르다. 실제로 드보락이 공시한 배열은 1932년 드보락과 데일리가 특허를 출원한 배열(특히 Z배열)과는 약간 달랐다. 오늘날의 키보드는 원래의 타자기보다 더 많은 키를 가지고 있으며, 다른 중요한 차이점들이 존재했다.
- 고전 드보락 배열에서 숫자 키는 다음과 같이 배열되어 있다.: 7 5 3 1 9 0 2 4 6 8 (현재의 프로그래머 드보락[9] 배열에서 사용됨.)
- 고전 드보락 배열에서 물음표 키[?]는 최상단행의 맨 왼쪽 위치에 있고, 슬래시 키[/]는 최상단행의 맨 오른쪽 위치에 있다.
- 고전 드보락 배열의 경우 다음 기호가 한개의 키에 배열되었다.(SHIFT 키를 누를 때 두번째 기호가 출력됨.)
  - 쌍점[:] 및 물음표[?]
  - 앰퍼샌드 [&] 및 슬래시 [/]

현대의 미국 드보락 배열은 거의 항상 [;]와 [:]를, [/]와 [?]를 각각 하나의 키에 배열한다. 따라서 현재 자판의 키캡이 재배열되어 이동되지 않은 기호 문자들이 고전 드보락 배열과 일치하도록 재배열되면 ANSI 드보락 자판이 된다.

## 같이 보기
- QWERTY 자판
- AZERTY 자판
- QWERTZ 자판
- 콜맥 자판
- 자판 배열
- 세벌식 자판